# Alain Poiré
Alain Poiré (* 13. Februar 1917 in Paris; † 15. Januar 2000 in Neuilly-sur-Seine) war ein französischer Filmproduzent.

## Leben
Alain Poiré wurde am 13. Februar 1917 in Paris geboren. Nachdem er sein Jurastudium abgeschlossen hatte, arbeitete er von 1936 bis 1938 für die Agence Havas. Danach leitete er für vier Jahre ein Theater und leitete ab 1943 für fünf Jahre die Compagnie Parisienne de Location de Films als deren Direktor. Danach wurde er Leiter der Filmabteilung bei Gaumont und ab 1961 Direktor bei Gaumont International. Unter seiner Leitung wurden zahlreiche erfolgreiche Filme produziert, in denen eine Vielzahl der bekanntesten Schauspieler Frankreichs wie Louis de Funès, Yves Montand, Gérard Depardieu, Jean Gabin, Alain Delon, Lino Ventura und Sophie Marceau auftraten. In seiner mehr als 50 Jahre andauernden Produzententätigkeit war er an der Realisierung von 140 Filmprojekten beteiligt.
Sein Sohn, Jean-Marie Poiré (* 1945), ist ebenfalls im Filmbereich als Regisseur, Drehbuchautor und Produzent tätig.

## Filmografie (Auswahl)
- 1951: Das Scheusal (1951) (La Poison)
- 1951: Die Schönheitskönigin von Paris (La Plus Belle Fille du Monde)
- 1956: Ein zum Tode Verurteilter ist entflohen (Un condamné à mort s’est échappé)
- 1959: Der falsche General (Il generale Della Rovere)
- 1963: Laster und Tugend (Le vice et la vertu)
- 1963: Mein Onkel, der Gangster (Les Tontons flingueurs)
- 1964: 100.000 Dollar in der Sonne (Cent mille dollars au soleil)
- 1965: Fantomas gegen Interpol (Fantômas se déchaîne)
- 1967: Fantomas bedroht die Welt (Fantômas contre Scotland Yard)
- 1967: Oscar
- 1967: Die Dirne und der Narr (Un idiot à Paris)
- 1967: Ein Mädchen wie das Meer (La grande sauterelle)
- 1967: Verleumdung (Les Risques du métier)
- 1969: Onkel Paul, die große Pflaume (Hibernatus)
- 1969: Das Superhirn (Le cerveau)
- 1970: Alles tanzt nach meiner Pfeife (L’Homme-orchestre)
- 1971: Die dummen Streiche der Reichen (La folie des grandeurs)
- 1971: Musketier mit Hieb und Stich (Les mariés de l’an II)
- 1972: Alfred, die Knallerbse (Les malheurs d’Alfred)
- 1972: Der große Blonde mit dem schwarzen Schuh (Le grand blond avec une chaussure noire)
- 1973: Ich – die Nummer eins (Le silencieux)
- 1973: Wo bitte ist die 7. Kompanie geblieben? (Mais où est donc passé e la septième compagnie?)
- 1974: Der große Blonde kehrt zurück (Le retour du grand blond)
- 1974: Die Ohrfeige (La gifle)
- 1975: Die Entfesselten (L’agression)
- 1976: Ein Elefant irrt sich gewaltig (Un éléphant ça trompe énormément)
- 1976: Das Spielzeug (Le jouet)
- 1976: Die Herren Dracula (Dracula père et fils)
- 1976: Ein Tolpatsch auf Abwegen (On aura tout vu!)
- 1978: Der Sanfte mit den schnellen Beinen (La carapate)
- 1979: Damit ist die Sache für mich erledigt (Coup de tête)
- 1980: Der Puppenspieler (Le guignolo)
- 1980: La Boum – Die Fete (La boum)
- 1981: Der Hornochse und sein Zugpferd (La chèvre)
- 1981: Clara und die tollen Typen (Clara et les chics types)
- 1981: Die Haut (La pelle)
- 1982: Das As der Asse (L’as des as)
- 1982: La Boum 2 – Die Fete geht weiter (La boum 2)
- 1984: Carmen
- 1984: Tödliche Angst (La septième cible)
- 1986: Twist Again in Moskau (Twist again à Moscou)
- 1990: Der Ruhm meines Vaters (La gloire de mon père)
- 1990: Das Schloß meiner Mutter (Le château de ma mère)
- 1998: Dinner für Spinner (Le dîner de cons)